# Zeikschrift
Zeikschrift is een Nederlandstalig mediakritisch instagramaccount met 81.277 volgers (augustus 2023). Het werd in juli 2016 opgericht door Madeleijn van den Nieuwenhuizen, juridisch onderzoeker aan de Columbia-universiteit. Ze deed dit naar aanleiding van een artikel over een schoonmaker die ontslagen werd. Van den Nieuwenhuizen vond het artikel neerbuigend en miste naar eigen zeggen een "platform waar dit soort dingen aan de kaak gesteld worden".
Op het account worden voornamelijk foto's en screenshots van artikelen gepost, waarop Van den Nieuwenhuizen zowel in de afbeeldingen als in het onderschrift kritiek uit. Ze motiveert haar volgers om goed onderbouwde kritiek te plaatsen onder haar posts en stuurt aan op een inhoudelijke en constructieve discussie. Het account richt zich op seksisme, bodyshaming, racisme, klassisme en heteronormativiteit in tijdschriften en andere nieuwsmedia. Het overkoepelende thema van de mediakritiek op het account is (het gebrek aan) diversiteit. In sommige posts turft Van den Nieuwenhuizen bijvoorbeeld hoeveel blanke tegenover niet-blanke mensen er in een bekend tijdschrift voorkomen, zoals in de Margriet en op de cover van de Vogue. Journalisten, columnisten en (hoofd)redacteuren hebben in verschillende gevallen op de kritiek gereageerd, een artikel aangepast of een artikel offline gehaald.
In juni 2019 betoogde Van den Nieuwenhuizen op het account en in diverse media dat voormalig PvdA-politica Corry Tendeloo (1897-1956) een standbeeld zou moeten krijgen, vanwege haar inzet voor de erkenning van de handelingsbekwaamheid van gehuwde vrouwen. Ze zette een petitie op, die door verschillende bekende feministen en PvdA-politici werd ondertekend. Onder de ondertekenaars waren onder andere Hedy d'Ancona en Mei Li Vos.
Eind januari 2019 had het account ruim 9.000 volgers. Twee maanden later waren dat er 17.500. Van den Nieuwenhuizen is in juni 2019 nog steeds de enige beheerder van het account.